# Obermorschwihr
Obermorschwihr (deutsch Obermorschweier) ist eine französische Gemeinde mit 406 Einwohnern (Stand 1. Januar 2022) im Département Haut-Rhin in der Region Grand Est (bis 2015 Elsass). Sie liegt etwa zwölf Kilometer südsüdwestlich von Colmar. Der Ort ist vom Weinbau geprägt, dem außerhalb der Bebauung fast die gesamte Gemarkung gewidmet ist. Das Gemeindegebiet gehört zum Regionalen Naturpark Ballons des Vosges.

## Bevölkerungsentwicklung
| Jahr                       | 1962 | 1968 | 1975 | 1982 | 1990 | 1999 | 2006 | 2017 |
| -------------------------- | ---- | ---- | ---- | ---- | ---- | ---- | ---- | ---- |
| Einwohner                  | 301  | 330  | 376  | 371  | 354  | 358  | 379  | 359  |
| Quellen: Cassini und INSEE |      |      |      |      |      |      |      |      |

## Bauwerke
- Kirche St. Philipp und St. Jakob (Saint Philippe et Saint Jacques) mit einem Fachwerk-Glockenturm aus dem Jahr 1720

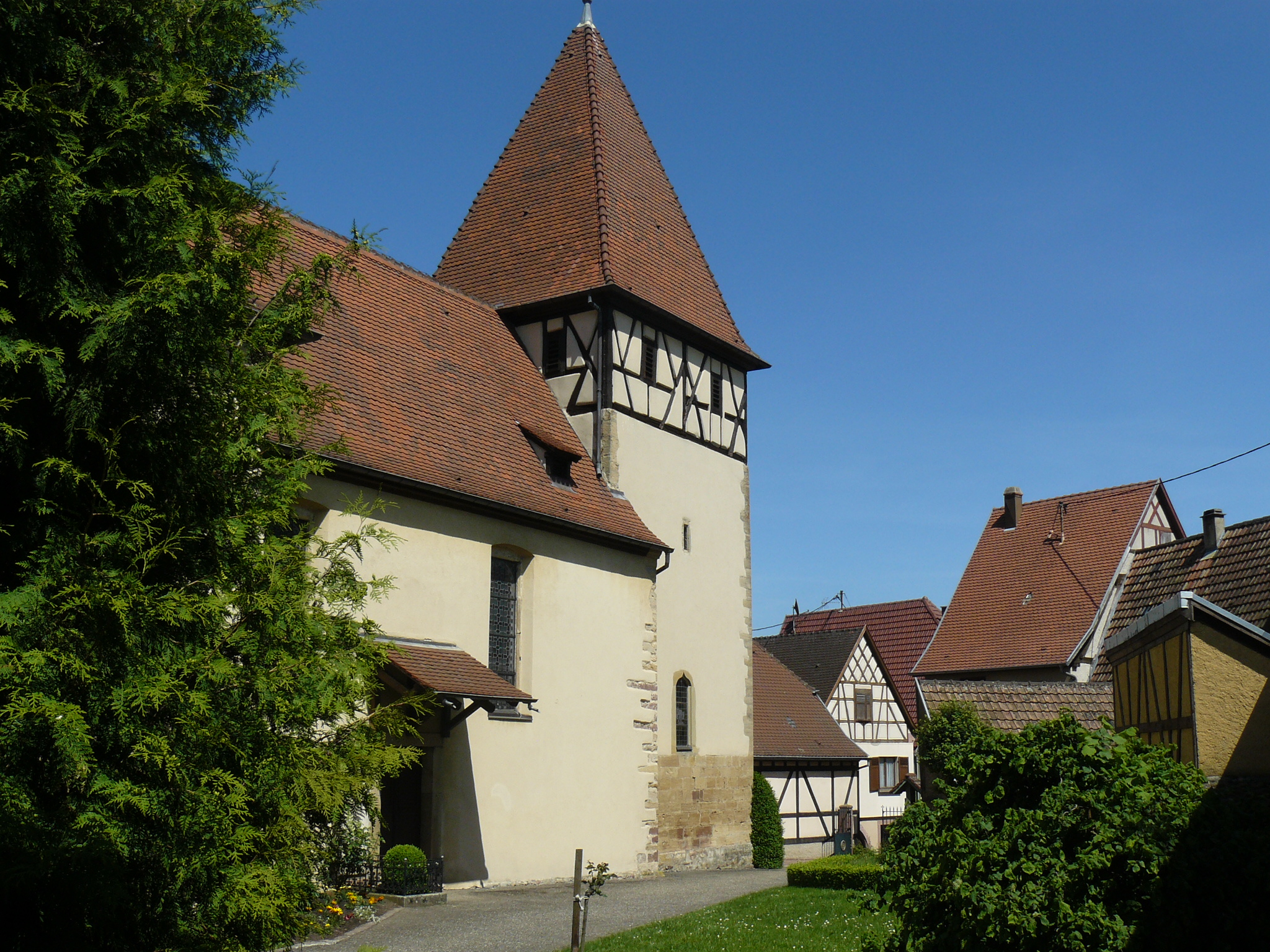
St. Philipp und St. Jakob, Südostseite
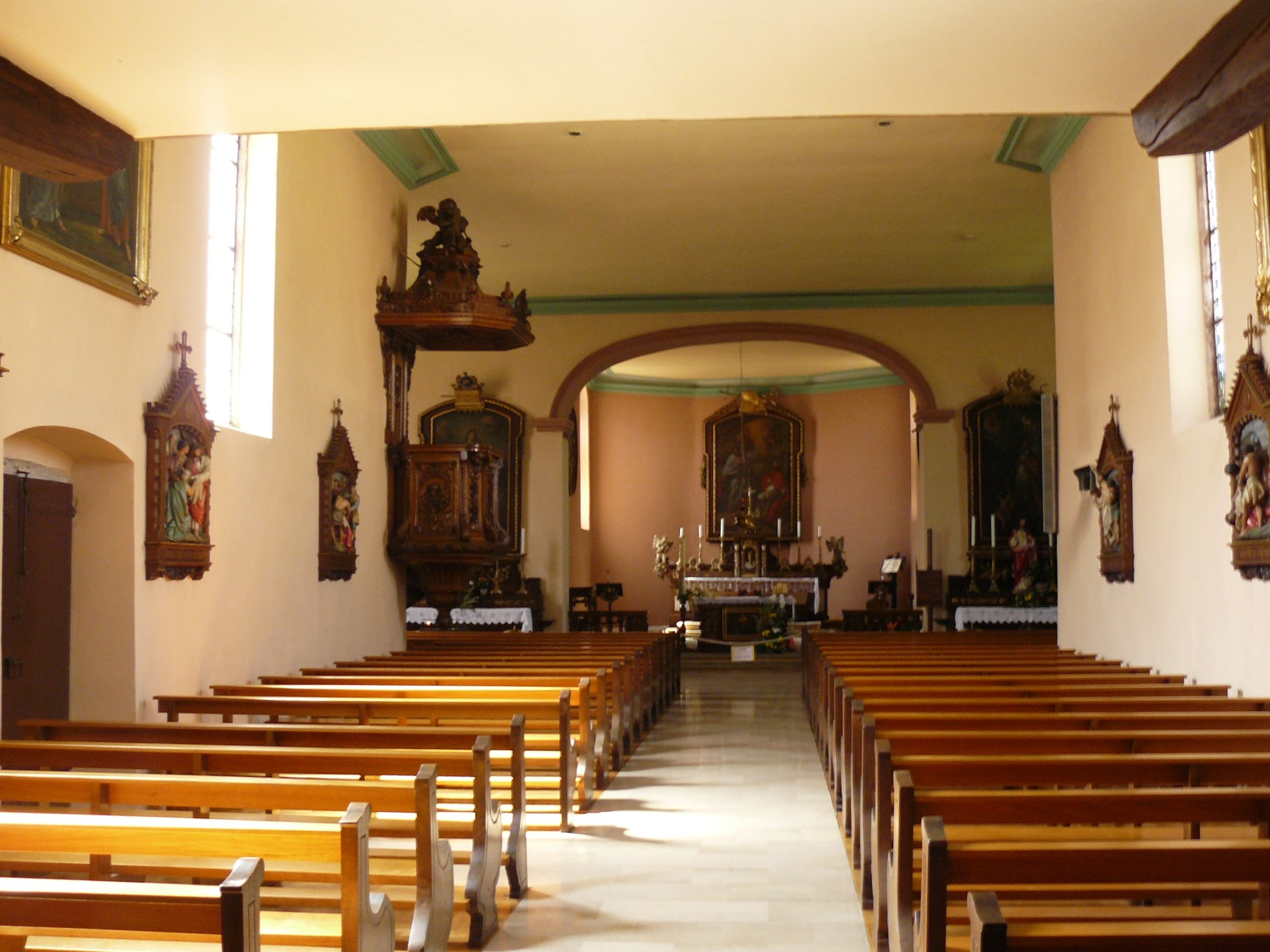
Innenansicht der Kirche

## Gemeindepartnerschaften
Mit der französischen Gemeinde Assé-le-Riboul im Département Sarthe besteht eine Partnerschaft.